# Simone de Beauvoir
Simone de Beauvoir (París, 9 de gener de 1908 - 14 d'abril de 1986) fou una novel·lista, filòsofa existencialista, professora i feminista francesa.

## Biografia

### Els primers anys
Simone de Beauvoir era filla de Georges de Beauvoir, efímer advocat i actor afeccionat, i Françoise Brasseur, jove dona de la burgesia de Verdun.
Va néixer en un acollidor apartament del bulevard Raspail de París. Ja als tres anys s'afeccionà a la lectura, i son pare li ensenyava poemes que ella aprenia de memòria. A l'edat de cinc anys, entrà al Cours Desir, on escolaritzaven les nenes de bona família. Sa germana petita, Hélène (coneguda com a Poupette), s'hi va afegir dos anys més tard. De bon començament, Beauvoir es distingí per la seva capacitat intel·lectual i acabà cada any en el primer lloc juntament amb Elisabeth Lacoin (coneguda com a Elisabeth Mabille o Zaza, en la seva autobiografia). Zaza ràpidament esdevingué la seva millor amiga, tot i que Beauvoir va patir en silenci certa manca de reciprocitat en la seva amistat.
Després de la Primera Guerra Mundial, el Banc del Mosa, del qual era president el seu avi matern Gustave Brasseur, és declarat en fallida. Aquest fet precipita tota la família al deshonor i al col·lapse. També els pares de Beauvoir es veuen obligats, per manca de recursos, a deixar l'apartament on havia nascut i anar a viure a un apartament fosc, petit i en una sisena planta d'un edifici del bulevard de Montparnasse (per sobre de l'actual restaurant La Rotonde). Georges de Beauvoir esperava de viure amb els cabals de la seva esposa, de la qual cosa ella se sentirà culpable tota la vida davant del seu marit. Beauvoir pateix i veu com es va deteriorant la relació entre els seus pares. La seva infància va estar marcada per ser una dona: son pare esperava tenir un fill que estudiés a l'École Polytechnique. Apassionat pel teatre (de fet, va seguir un curs de teatre), en va encomanar el gust a la seva esposa i els fills, així com el seu amor per la literatura. Segons ell, «el més bonic és la professió d'escriptor». Als set anys la petita Beauvoir ja escrivia paròdies de la vida familiar i va declarar ser immensament feliç el dia que la seva mare la va acompanyar a una biblioteca per tal de fer-se'n el carnet.
Encara que mai va arribar a identificar-se plenament amb les conclusions freudianes, Beauvoir reconeix la importància que les experiències de la seva infantesa van tenir en la seva configuració com a ésser humà, tant en el pla afectiu com intel·lectual. Sembla que algunes de les circumstàncies de la seva infància la van influir d'una manera molt important: la situació econòmica; l'exclusió del seu pare del lloc de feina que tenia i la seva transferència al Ministeri de Guerra amb un petit salari, la qual cosa va portar la família a reduir significativament el seu nivell de vida i a desagradables disputes domèstiques. Tanmateix, aquesta situació va dur Beauvoir a dirigir-se sense interrupció cap a una carrera universitària.
Un factor crucial en la infància de Beauvoir va ser el caràcter dels seus progenitors. Son pare mostrava un gran menyspreu tant per la doctrina com per les pràctiques cristianes, i estava molt interessat pel desenvolupament intel·lectual de les seves filles, mentre que sa mare, una dona molt devota, sempre va intentar inculcar-les un fort sentit de les obligacions religioses.
Son pare estava convençut que només l'educació podia apartar les seves filles de les males condicions en què es trobaven. D'altra banda, repetia a Beauvoir: «tens el cervell d'un home».

En la seva joventut, Beauvoir passava les vacances d'estiu a Saint Ybard, al parc Meyrignac, creat el 1880 pel seu avi Ernest de Beauvoir. La propietat havia estat adquirida pel seu besavi, Narcisse Bertrand de Beauvoir, a principis del segle xix. Hi ha moltes referències a aquestes estades felices amb la seva germana Helena en Memòries d'una jove formal:
| « | El meu amor pel camp va tenir colors místics. Tan aviat com vaig arribar a Meyrignac, les parets es van ensorrar, l'horitzó es retirà. Em perdia a l'infinit, sense deixar de ser jo mateixa. Vaig sentir als ulls la calor del sol que brilla arreu i, allí en aquell moment, només m'acaronava a mi. El vent es movia al voltant de l’àlber: venia d'altres llocs, es trencava en l'espai, i jo terbolinava, immòbil, fins als confins de la terra. Quan la lluna s’aixecà en el cel, jo connectava amb les llunyanes ciutats, els deserts, mars, pobles i, al mateix temps, em banyava en la seva llum. Ja no tenia una consciència vacant, una mirada abstracta, sinó l'olor aspra del blat negre, l'íntima aroma del bruc, l'espessa calor del migdia o l'emoció del crepuscle; em sentia pesada, però m'evaporava en el blau, no tenia límits. | » |

És en la natura i la incomunicació durant llargs passeigs al camp que el desig d'una vida «fora del comú» es va forjar en l'esperit de Beauvoir.
Aproximadament als 14 anys, Beauvoir va començar a tenir seriosos dubtes sobre certes qüestions de la fe cristiana, i va arribar a la conclusió que no creia en Déu. Amb la pèrdua de la fe, arriba una reflexió sobre la finalitat de la mort juntament amb un canvi metafísic que, en els seus inicis, va ser expressat amb llàgrimes i crits, en una mena de paroxisme d'angoixa. El seu rebuig de tota creença religiosa i la seva rebel·lió contra el fet de la mort són, sens dubte, qüestions comunes amb Jean-Paul Sartre, Albert Camus, André Malraux i altres preexistencialistes i existencialistes. Aquestes reaccions van tenir un gran efecte tant en la seva vida com en els seus escrits. Quan tenia, més o menys, quinze anys, la seva elecció ja estava feta, havia de ser una escriptora famosa.
Cap als 20, aquesta vocació té la seva primera manifestació, i establí el més genuí de la seva decisió adolescent, basada en un sentit de si mateixa en relació amb el món i no en un impuls d'imitació. Les motivacions de Beauvoir van ser tant la seva passió per la lectura com el desig de celebritat, units a la idea que alguns dels seus lectors podrien ser transformats pels seus escrits.
Beauvoir es va destacar com una bona estudiant, ben dotada per a les matemàtiques i el raonament abstracte. El seu primer batxillerat (literatura i llatí), el va aconseguir de manera brillant a l'estiu de 1924. El 1925, va superar el mateix nivell en filosofia i matemàtiques, i va accedir a l'Escola Normal Lliure (Institut Sant-Marie) a Neuilly, una escola privada per treballar una licence-ès-lettres, i a l'Institut Catòlic per a les matemàtiques. En aquests centres, va conèixer dos professors que la van influir especialment: Mlle. Mercier, professora de filosofia, i Robert Garric, un catòlic d'ideologia política liberal que el 1919 va fundar "Els equips socials", un programa per al canvi educatiu destinat a joves burgesos i treballadors. Beauvoir va participar durant un temps en aquest projecte ensenyant literatura als treballadors.
Rep molts diplomes: llicenciada en literatura, grec, llatí, filosofia, matemàtiques... però sobretot té una revelació per la filosofia, i decideix aprofundir en aquesta matèria en la Facultat de Lletres de la Sorbona el 1929. Allà va conèixer altres joves intel·lectuals, incloent-hi Jean-Paul Sartre, a qui compara amb un geni, i també Jean-Jacques Didilier, qui va inspirar-se en ella per a la major part de la seva obra inicial. Des d’aquest moment, es forjà una relació llegendària entre ella i Sartre que només es trencarà amb la mort. Simone va ser el seu "amor necessari" en lloc d'altres "amors contingents". Aquesta relació els va permetre compatibilitzar la seva llibertat individual amb la seva vida en conjunt. Simone de Beauvoir va obtenir el segon lloc de la seva promoció de filosofia.
La mort de Zaza, aquell any, la deixà immersa en un gran patiment. Beauvoir estava convençuda que la seva amiga no havia estat més que una víctima dels prejudicis burgesos. En virtut de la seva innocència, ella representa la jove víctima que ha de ser sacrificada, d'acord amb la tradició d'Ifigènia. Beauvoir creu que Zaza paga el preu de la seva pròpia llibertat, expressant de nou una moralitat de supervivència, encara que només de forma implícita.
Beauvoir, educada per una mare pietosa, havia perdut la fe des dels catorze anys, molts anys abans de la seva graduació en filosofia, fins i tot abans de la seva partida del Cours Désir ja havia marcat la seva emancipació respecte de la seva família.

### Com a professora
Després de la facultat, el 1929, Beauvoir, o millor Castor -sobrenom que li va posar Herbaud, utilitzat immediatament per Sartre, ja que Beauvoir és massa similar a l'anglès beaver (és a dir, «castor»)) i, com ella, "els castors fan la seva i tenen esperit constructor"- es va convertir en professora de filosofia. Es traslladà a Marsella. La perspectiva d'allunyar-se de Sartre, que s'havia traslladat a Le Havre, li produeix ansietat, i Sartre es va oferir a casar-s'hi per obtenir una posició en la mateixa escola. Encara que visceralment unida a Sartre, rebutja la proposta amb horror (l'episodi és recordat en La força de l'edat). L'any següent, se les arregla per acostar-se a Sartre mitjançant l'obtenció d'un lloc a Rouen, on coneix Colette Audry, una mestra de la mateixa escola. Simone se sent propera a certs estudiants, incloent-hi Olga Kosakiewitcz i Bianca Lamblin, amb qui té relacions homosexuals, doncs el "pacte" que la uneix a Sartre li permet conèixer "amors contingents". També es relaciona amb un estudiant de Sartre, "Little Bost", futur espòs d'Olga, que amb el temps es va convertir en la mestra de Sartre. Aquest grup d'amics, anomenat "la petita família", es va mantenir unit fins a la mort de cadascú, tant en les petites tensions com en els greus conflictes.
Poc abans de la Segona Guerra Mundial, la parella Sartre-Beauvoir es va traslladar a París. Beauvoir va escriure la seva primera novel·la, Primacia de l'espiritual, entre 1935 i 1937, rebutjada inicialment per Gallimard i Grasset (novel·la que apareixerà el 1979 amb el títol Quan prima l'espiritual i després Anna o quan prima l'espiritual). En aquesta novel·la, una de les heroïnes se sent temporalment fascinada per un catòlic liberal que organitza centres culturals cristians per a joves treballadors (un homenatge al seu antic professor). El rebuig de la religió la va portar també a rebutjar els codis morals establerts per aquesta i identificats amb la moral burgesa, sobretot pel que fa als requeriments socials i a les idees sobre el matrimoni. De tota manera, mai no renega de la moral, ja interioritzada, de la classe mitjana. De fet, en qüestions sexuals, es manté força tradicionalista fins a finals dels anys 20, i el cert és que mai va abandonar la seva comprensió moral de les propietats sexuals. Encara que els seus escrits revelen un cert ressentiment contra les institucions i els valors de la seva infància -família, Església, classe mitjana, codis morals, etc.- no s'hi mostra tan radical com Sartre.
La convidada va ser publicada el 1943. Hi descriu, mitjançant personatges imaginaris, la relació entre Sartre, Olga i ella mateixa, i desenvolupa alhora la seva reflexió filosòfica sobre la lluita entre la consciència i la possibilitat de reciprocitat. L'èxit va ser immediat. Suspesa el juny de 1943 com a professora, en resposta a una denúncia per «corrupció i abús de menors», presentada el desembre de 1941 per la mare de Nathalie Sorokine, serà reintegrada després en Le Liberation. Va treballar per a la ràdio (Ràdio-Vichy), on organitzà programes dedicats a la música a través dels temps.

### L'escriptora compromesa

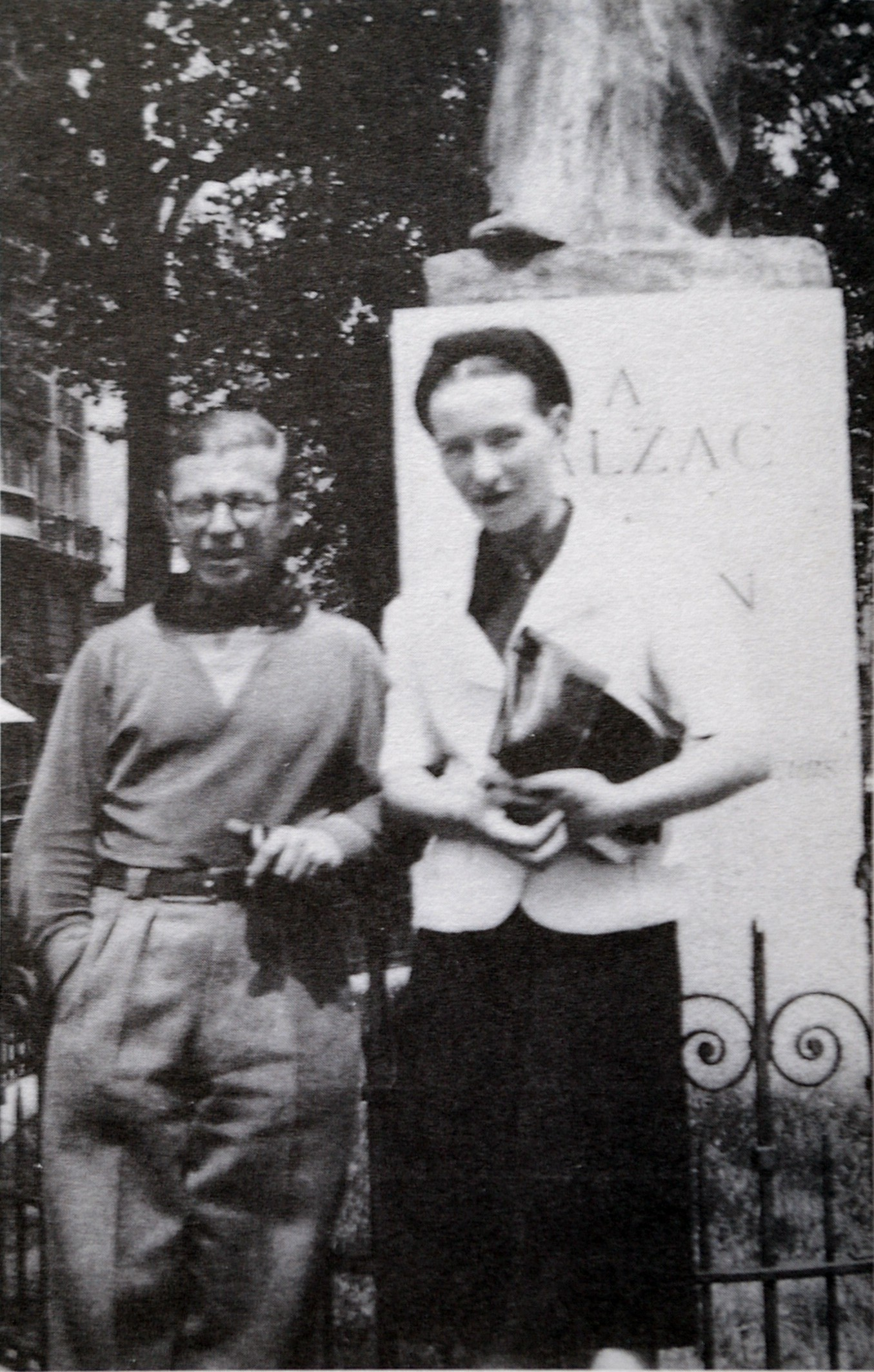
Simone de Beauvoir i Jean-Paul Sartre a l'estàtua de Balzac a París

Amb Sartre, Raymond Aron, Michel Leiris, Maurice Merleau-Ponty, Boris Vian i alguns intel·lectuals d'esquerra, va fundar un diari: Les Temps Modernes (el seu nom prové del film de Charles Chaplin), que tenia la intenció de fer conèixer l'existencialisme mitjançant la literatura contemporània, al mateix temps que volia ser molt crítica respecte al capitalisme burgès. Tanmateix, ella va continuar el seu treball personal. Després de diverses novel·les i assaigs en què parla del seu compromís amb el comunisme, l'ateisme i l'existencialisme, obté la seva independència financera, i es va dedicar enterament a l'escriptura. Simone va viatjar a molts països (EUA, Xina, Rússia, Cuba, etc.), on va conèixer personalitats com Fidel Castro, Che Guevara, Mao Zedong i Richard Wright. Als Estats Units, inicià una apassionada relació amb l'escriptor Nelson Algren, amb qui s’envià més de 300 cartes.

El 1949, obté el reconeixement per la publicació d’El segon sexe. El llibre ven més de 22.000 còpies en la primera setmana i provoca la publicació d’articles contraposats d’Armand Hoog (en contra) i de Francine Bloch (a favor) en la revista La Nef, i va provocar un escàndol fins al punt que el Vaticà l’incorporà a l'índex de llibres prohibits. François Mauriac, l'enemic de sempre, va escriure en Temps Moderns:
| « | ara ja ho sé tot sobre la vagina de la vostra propietària. | » |

Beauvoir es va convertir en el mascaró de proa del feminisme, amb la descripció d'una societat que mantenia les dones en una posició inferior. La seva anàlisi de la situació de les dones a través dels mites, les civilitzacions, religions, tradicions i anatomia produí escàndol, especialment en el capítol en què parla de la maternitat i l'avortament, assimilat a un homicidi en aquell moment. Quant al matrimoni, el veu com una institució burgesa tan repugnant com la prostitució, en què la dona està sota el domini del marit i no pot escapar.
El 1954, va guanyar el Premi Goncourt per Els mandarins i es va convertir en una de les autores més llegides al món. Aquesta novel·la tracta de la postguerra i posa en relleu la seva relació amb Nelson Algren, una vegada més mitjançant personatges imaginaris. Algren no pot suportar el vincle entre Beauvoir i Sartre, i no sent capaç d’aturar-lo, decideixen trencar la seva relació.
Des del 1958, va començar la seva autobiografia, en la qual descriu la seva classe mitjana plena de prejudicis i tradicions degradants i els esforços per sortir-ne malgrat la seva condició de dona. També va descriure la seva relació amb Sartre, qualificant-la d’èxit total. Tanmateix, encara que la relació entre ells fou sempre apassionant, ja no són una parella en sentit estricte (com demostra la seva acceptada poligàmia, compartint afers amorosos amb Didilier, un bon amic del mateix Sartre), i ho va ser durant molt de temps, fins i tot quan Beauvoir suggeria el contrari als seus lectors.
El 1964, va publicar Una mort molt dolça, que relata la mort de la seva mare. Segons Sartre, és el seu millor escrit. El tema de l'acarnissament terapèutic i l'eutanàsia són evocats en rúbriques de commovedora emoció. En aquest període de dol, té el suport d'una jove que va conèixer en la mateixa època: Sylvie Le Bon, una jove estudiant de filosofia. La relació entre les dues dones és fosca: la relació «mare-filla» d’«amistat» o d’«amor»... Simone de Beauvoir diu en Final de comptes, el quart volum autobiogràfic, que aquesta relació és similar a la que l’havia unida a Zaza cinquanta anys abans. Sylvie Le Bon es va convertir en la seva filla adoptiva i hereva de la seva obra literària i de tots els seus béns.

### Café de Flore

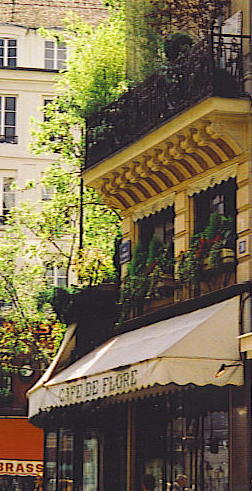
Cafè de Flore a París

Beauvoir freqüentava habitualment el Café de Flore, que es troba a Saint-Germain-des-Prés, a París. Es reunia amb els seus amics després de la publicació de L'estrany d'Albert Camus, un èxit del 1943. Camus estava treballant en Gallimard i va ser també en activitats clandestines; va participar en el disseny, la impressió i distribució del periòdic clandestí Combat. Poc abans de l'alliberament de París, Camus i els seus amics es varen fer càrrec de les impremtes i les oficines de Kollaborateurpresse, i als carrers van començar la primera venda pública de Combat i de Libération. Una nit, es varen presentar Louise i Michel Leiris, el poeta i la seva dona al Café de Flore de Beauvoir, on ja hi eren Pablo Picasso i Dora Maar. Picasso havia escrit una petita obra de teatre, que llegia en veu alta en les funcions públiques. A aquestes vetllades assistien Simone de Beauvoir, el psiquiatre Jacques Lacan i la seva parella Sylvia Bataille, una actriu coneguda, on es varen reunir per primera vegada amb Lucienne i Armand Salacrou. En aquest cercle també s'inclou Jean Genet.

### El compromís polític
Simone de Beauvoir es va involucrar en l'activisme polític molt abans del seu compromís amb el moviment feminista. És cert que, durant la Segona Guerra Mundial, Beauvoir no va participar en la resistència francesa contra l'ocupació nazi, mentre que altres contemporanis com Albert Camus sí que ho varen fer. En aquella època, Beauvoir intentava sobreviure al París ocupat pels nazis, mentre els seus amics més propers (Jean-Paul Sartre i Jacques-Laurent Bost) eren presoners en camps alemanys.
Durant la postguerra europea, Beauvoir es compromet amb diferents moviments polítics. Escriu sobre les dictadures espanyola i portuguesa, entre altres temes, en Combat, la revista d’esquerres dirigida per Camus. Propera al marxisme, fa viatges de suport a la Unió Soviètica i Cuba, que li varen ser criticats. Va tenir una actuació molt decidida a favor de la independència algeriana i, juntament amb Gisèle Halimi i Elisabeth Badinter, va ser decisiva la seva denúncia de l'actuació de l'exèrcit i la policia francesos per les tortures infligides a les dones durant la Guerra d'Algèria. Durant el maig del 68, però, Beauvoir no tingué tampoc un paper protagonista en el moviment estudiantil.
La seva activitat política pròpia –i no com a acompanyant de Sartre– va començar a la primeria dels anys 70 amb els inicis del Moviment d'Alliberament de les Dones (MLF) francès. Beauvoir pren partit sobre el dret a l'avortament i la legalització de la contracepció. És l'origen, l'any 1971, del Manifest de les 343. Amb Gisèle Halimi, va cofundar el moviment Choisir, el paper del qual fou decisiu per a la legalització de la interrupció voluntària de l'embaràs. L'escriptora també va participar en moltes manifestacions i actes públics, en un moment en què la seva visibilitat com a intel·lectual era molt gran. No s’atreví, però, a donar suport a determinats projectes (com la creació de la revista Les Cahiers du GRIF, una de les més importants en el feminisme francòfon), encara que participà en altres de similars. Per exdemple fundà, l'any 1977, amb altres dones, la revista Questions féministes, que esdevindrà Nouvelles Questions Féministes a partir del 1981, després d’una escissió de les feministes “radicals” com Monique Wittig. En els darrers quinze anys de la seva vida, i al costat de Sylvie Le Bon, Simone de Beauvoir es dedicà en cos i ànima al moviment feminista, tant amb la seva presència com amb els articles que escrivia.

### Darrers anys

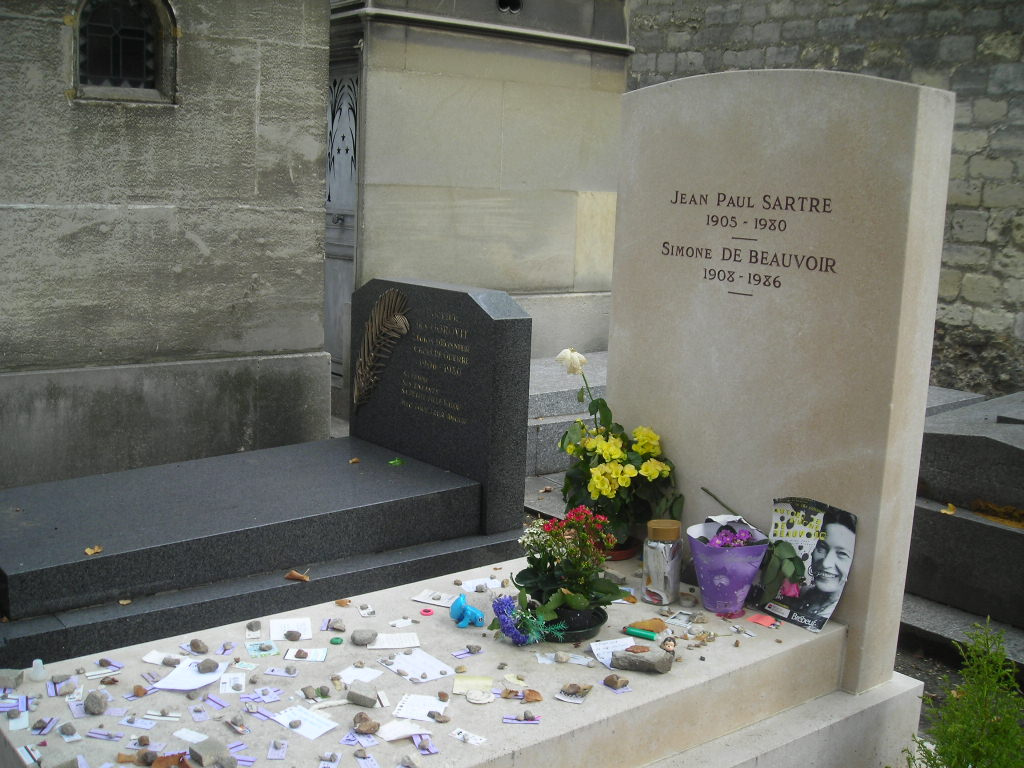
Tomba de Simone de Beauvoir al cementiri de Montparnasse

Després de la mort de Sartre el 1980, va publicar La cerimònia dels adeus, on es descriuen els últims deu anys amb el seu company amb detalls mèdics i íntims tan crus que va topar amb la crítica d'un bona part dels deixebles del filòsof. Aquest text va seguit de les Entrevistes amb Jean-Paul Sartre que va enregistrar a Roma a l'agost i setembre de 1974, en què Sartre repassava la seva vida i aclaria alguns punts del seu treball. Ella vol sobretot mostrar la forma en què va ser manejat per Benny Lévy per a fer-li reconèixer una certa "inclinació religiosa" dins de l'existencialisme, mentre que l'ateisme va ser-ne un dels pilars. Per a Beauvoir, Sartre no gaudia de totes les seves facultats intel·lectuals en els darrers temps i ja no era capaç d'abordar un enfrontament filosòfic. També va “mig confessar” com l'actitud de la filla adoptiva de Sartre, Sartre-Arlette Elkaïm, hi havia estat detestable, al seu entendre.

L'informe conclou amb aquesta frase:
| « | La seva mort ens separa. La meva mort no ens reunirà. Per tant, és bonic que les nostres vides hagin estat molt de temps d'acord. | » |

Va morir el 1986 a París acompanyada de la seva filla adoptiva, Sylvie Le Bon de Beauvoir i Claude Lanzmann. El seu funeral va ser tan grandiós com el de Sartre, seguit per dones de tot el món. Està enterrada al cementiri de Montparnasse a París, a la 20a divisió -just a la dreta de l'entrada principal del bulevard Edgard Quinet- juntament amb Jean-Paul Sartre.

## L'obra de Beauvoir

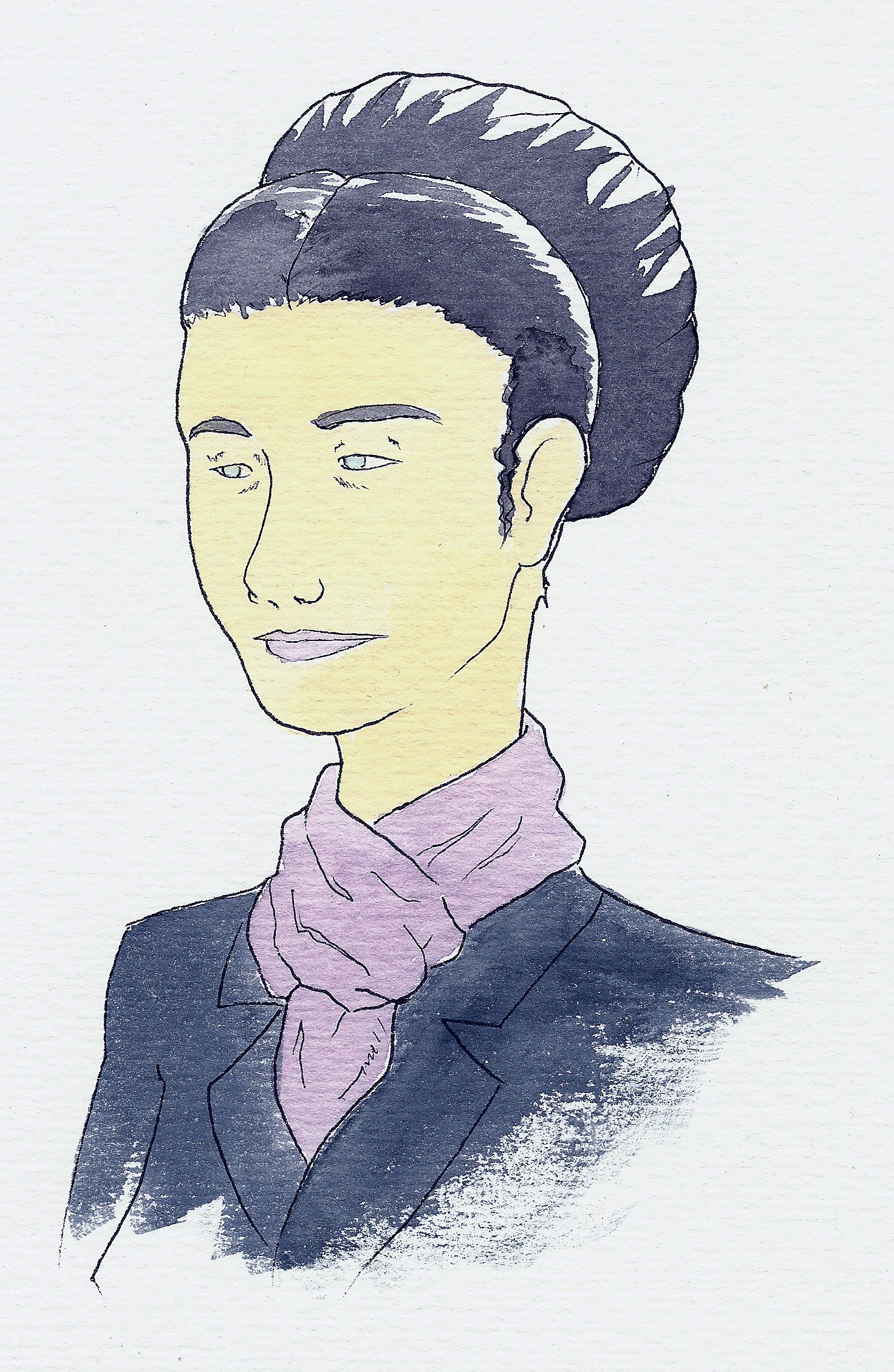
Retrat amb tinta i aquarel·la de Simone de Beauvoir

Ardent defensora de l'existencialisme teoritzat pel seu company Jean-Paul Sartre, es plantejà preguntes per tal de trobar un sentit a la vida en l'absurd d'un món en el qual no hem elegit néixer. Associada amb la de Sartre, la seva obra difereix en el sentit que aborda el caràcter concret dels problemes, preferint una reflexió directa i contínua sobre la pròpia experiència.

En El segon sexe, diu: 
| « | No es neix dona, una se'n fa. | » |

 (pres del concepte proposat per Tertul·lià): “és la construcció d’individualitats el que imposa rols diferents, gènere a les persones de dos sexes”. El seu llibre plantejà un autèntic clam i l'autora va ser a vegades vilipendiada. Pocs van ser els que li varen donar suport. Va rebre, però, el de Claude Lévi-Strauss, que diu que, en termes antropològics, la seva estructura és plenament acceptable. Grans escriptors com François Mauriac no varen entendre el sentit polèmic de la seva escriptura precisa i clínica, i foren molts els seus detractors.
El 1944, Beauvoir va escriure Per a què a l'acció (nom original, Pirra et Cinéas), una discussió d'una ètica existencialista que la va inspirar a escriure més sobre el tema. El llibre Per una moral de l'ambigüitat (1947) és potser l'entrada més accessible a l'existencialisme francès. Manté la seva senzillesa comprensible, en contrast amb el caràcter abstrús d'El ser i el no-res de Sartre. L'ambigüitat sobre la qual Beauvoir escriu aclareix algunes incoherències que molts, inclòs Sartre, han trobat en les grans obres existencialistes, com l'esmentada El ser i el no-res.
En la seva primera novel·la, La convidada (1943), va explorar els dilemes existencialistes de la llibertat, l'acció i la responsabilitat individual, temes que abordà igualment en novel·les posteriors, com La sang dels altres (1944) i Els mandarins (1954), novel·la considerada la més important de totes les seves obres. Les tesis existencialistes, segons les quals cadascú és responsable de si mateix, s'introdueixen també en una sèrie d'obres autobiogràfiques, quatre en total, entre les quals destaquen Memòries d'una jove de bona família (també coneguda com a Memòries d'una jove formal) (1958) i Final de comptes (1972). Les seves obres ofereixen una visió summament reveladora de la seva vida i el seu temps. Entre els seus assajos escrits, cal destacar El segon sexe (1949), una profunda anàlisi sobre el paper de les dones en la societat; La vellesa (1970), sobre el procés d'envelliment, on critica apassionadament l'actitud de la societat cap als ancians, i La cerimònia dels adéus (1981), en què evoca la figura del seu company de tants anys, Jean Paul Sartre.

### Novel·les
- La convidada (1943)
- La sang dels altres (1945) (adaptada al cinema)
- Tots els homes són mortals (1946)
- Els mandarins (1954), guanyadora del Premi Goncourt
- Les belles imatges (1966)
- La dona trencada (1968)
- Quan predomina l'espiritual (1979)

### Assaigs
- Per a què l'acció (Pyrrhus et Cinéas) (1944)
- Per una moral de l'ambigüitat (1947)
- L'existencialisme i la saviesa popular (1948)
- El segon sexe (1949)
- El pensament polític de la dreta (1955)
- La llarga marxa (assaig sobre la Xina) (1957)
- La vellesa (1970)

### Memòries
- Amèrica del nord dia a dia (1948)
- Memòries d'una jove formal (1958)
- La plenitud de la vida (1960)
- La força de les coses (1963)
- Una mort molt dolça (1964)
- Final de comptes (1972)
- La cerimònia dels adéus (1981)

### Teatre
- Les boques inútils (1945)

### Obres pòstumes
Sylvie Le Bon de Beauvoir, l'hereva de l'obra de Beauvoir, va traduir, anotar i publicar nombrosos escrits de la seva mare adoptiva, en especial la seva correspondència amb Algren, Sartre i Bost. Aquesta colossal obra restitueix perfectament l'estil "Beauvoir" aixecant el teló sobre la vida íntima de Beauvoir, revelant inequívocament la seva bisexualitat, i la seva frustració pel que fa a alguns parents que encara vivien en el moment de la publicació, com la seva germana Hélène i els seus examants.
- Cartes a Sartre, volum I: 1930-1939, 1990
- Cartes a Sartre, volum II: 1940-1963, 1990
- Diari de la guerra: setembre de 1939 - gener de 1941, 1990
- Cartes a Nelson Algren, 1997
- Correspondencia creuada amb Jacques-Laurent Bost, 2004
- Notes de Joventut, 1926-1930, 2008